# Байтала Василь Дем'янович
Василь Дем'янович Байтала (нар. 5 квітня 1922, село Пеньківка Ямпільського повіту Подільської губернії, тепер Шаргородського району Вінницької області — 15 грудня 2006, місто Київ) — український радянський діяч, міністр лісового господарства УРСР. Депутат Верховної Ради УРСР 10—11-го скликань. 

## Біографія
Народився в селянській родині. У 1939 році закінчив Жмеринську середню школу Вінницької області. У 1939—1941 роках — навчання в Київському лісогосподарському інституті. Потім продовжив навчання у Воронезькому лісогосподарському інституті, де і одержав у 1944 році диплом з відзнакою інженера лісового господарства.
У 1944—1949 роках — старший лісничий, директор Старокостянтинівського лісгоспу Кам’янець-Подільської області.
Член ВКП(б) з 1947 року.
У 1949—1951 роках — навчання на дворічних вищих лісових курсах у місті Пушкіно Московської області.
У 1951—1957 роках — директор Лубенського лісового технікуму та за сумісництвом директор Лубенського навчально-дослідного лісгоспу Полтавської області.
У 1957—1959 роках — начальник управління лісових культур Головного управління лісового господарства і лісозаготівель Міністерства сільського господарства УРСР. 
У 1959—1966 роках — начальник управління (лісорозведення і) відновлення лісів Головного управління лісового господарства і лісозаготівель при Раді Міністрів УРСР.
У червні 1966 — січні 1980 року — 1-й заступник міністра лісового господарства УРСР.
У січні 1980 — 29 квітня 1987 року — міністр лісового господарства УРСР.
З 1987 року — радник Президії Академії наук Української РСР з питань лісу; старший науковий співробітник Інституту географії НАН України.

## Нагороди
- два ордени Трудового Червоного Прапора
- орден Жовтневої Революції
- орден «Знак Пошани»
- медалі
- Заслужений лісівник Української РСР (14.04.1972)